# World Without End (roman)
World Without End is een roman geschreven door Ken Follett. Het werk werd uitgegeven in 2007 en werd al gauw een bestseller. Het is een vervolg op zijn eerdere bestseller The Pillars of the Earth, die verscheen in 1989.
Het verhaal speelt zich, net als in de prequel, af in de fictieve Zuid-Engelse stad Kingsbridge. Het verhaal vangt ongeveer twee eeuwen na het einde van The Pillars of the Earth aan. Het boek behandelt de lotgevallen van een aantal afstammelingen van de hoofdpersonages van het eerste werk.
Net zoals het vorige werk zich afspeelde in het kader van een belangrijke historische gebeurtenis, namelijk de periode van Anarchie, speelt dit werk zich af in het de context van de Honderdjarige Oorlog en de Zwarte Dood.